# Attrazioni omicide
Attrazioni omicide (Deadly Intentions) è un film per la televisione del 1985 diretto da Noel Black. Il film avrà un seguito sempre con il titolo Attrazioni omicide del 1991, e la regia stavolta è di James Steven Sadwith.